# Xehanort
Xehanort of Ansem is een personage uit de gameserie Kingdom Hearts. Tot nu toe heeft hij in alle spellen gespeeld in vier verschillende rollen.

## DiZ
DiZ staat voor Darkness in Zero. DiZ is eigenlijk de echte Ansem, "Ansem the Wise". Ansem is degene die de Secret Ansem reports heeft geschreven uit Kingdom Hearts II en hij heeft de delen 0 en 9 t/m 13 geschreven van de gewonde Ansem Reports. Vroeger was hij de wereldleider van Radiant Garden, ook wel bekend als Hollow Bastion. Hij was ook degene die Xehanort vond, die zijn geheugen kwijt was. Hij gebruikte hem als experiment om een onderzoek te doen naar de duisternis van het hart. Echter, hij vond het te gevaarlijk worden en stopte ermee. Maar zijn zes volgelingen gingen gewoon door met experimenteren. Uiteindelijk verraadde Xehanort hem, en verbande hij hem naar een wereld van niets. Daar nam hij de naam DiZ aan, en verbond hij zichzelf in rode verbanden. Uiteindelijk nam hij de duistere weg naar Twilight Town en verstopte hij zichzelf in het oude landhuis. Zijn rol in Chain of Memories was om Riku te begeleiden uit de wereld van duisternis. Op het eind stelde hij Riku de vraag welk pad hij kiest op het kruispad, die van licht of van duisternis. Riku kiest voor Dawn (dageraad). In Kingdom Hearts II heeft hij een alternatieve Twilight Town gecreëerd waar Roxas woont. Ook vertelt hij Roxas over Sora, waar Roxas blijkbaar niet al te blij mee is. Tegen het einde offert DiZ zichzelf op, in een poging Organization XIII te stoppen.

## Xehanort
Xehanort was de leerling van Ansem the Wise, die hem had gevonden met een verloren geheugen. In het deel Kingdom Hearts: Birth By Sleep komt de speler erachter dat dit het lichaam is van de jonge Keyblade-drager Terra. Xehanort voerde samen met Ansem en een aantal andere geleerden experimenten uit op het hart. Ansem vond deze experimenten op een gegeven moment echter te gevaarlijk, maar Xehanort wilde ermee doorgaan. Dit was tegen de zin van Ansem, waarnaar Xehanort hem verbande naar de wereld van niets. Xehanort ging daarna geheime documenten ("secret reports") schrijven over zijn experimenten onder de naam Ansem. Uiteindelijk leidde het experiment tot de destructie van Xehanort, waardoor zijn Heartless en zijn Nobody (Xemnas) ontstonden. Hetzelfde vond plaats voor een aantal andere laboranten en medewerkers. Xemnas zal uiteindelijk de leider vormen van de groep Nobodies die zijn ontstaan met de naam Organization XIII.

## Xehanort's Heartless
Deze Heartless ontstond toen duisternis Xehanorts hart binnen kwam. Xehanort's Heartless was zo krachtig dat deze grotendeels het uiterlijk van Xehanort kon overnemen. Deze Heartless was ook de antagonist degene die Riku overnam in het eerste deel van de serie.

## Xemnas
Xemnas is de nobody van Xehanort die ontstond toen Xehanort zijn hart openstelde voor de duisternis. Hij is ook de leider van Organization XIII. Xemnas openbaart zich als de belangrijkste vijand in het tweede deel van de serie.